# Virginia Beach
Virginia Beach est une ville indépendante américaine, station balnéaire et plus grande ville de l'État de Virginie en nombre d'habitants. Sa population s'élève à 457 672 habitants d'après le recensement des États-Unis de 2020, estimée à 508 433 habitants en 2017. Il s'agit de la 39e ville la plus peuplée des États-Unis.

## Géographie
Elle est située au bord de l’océan Atlantique et de la baie de Chesapeake, à 360 km au sud de Philadelphie et compte 437 994 habitants. Elle forme avec les villes de Newport News, Hampton, Norfolk, Portsmouth, Chesapeake et Suffolk une importante agglomération de plus de 1 300 000 habitants.

## Histoire

Une ferme abandonnée à Creeds, Virginia Beach
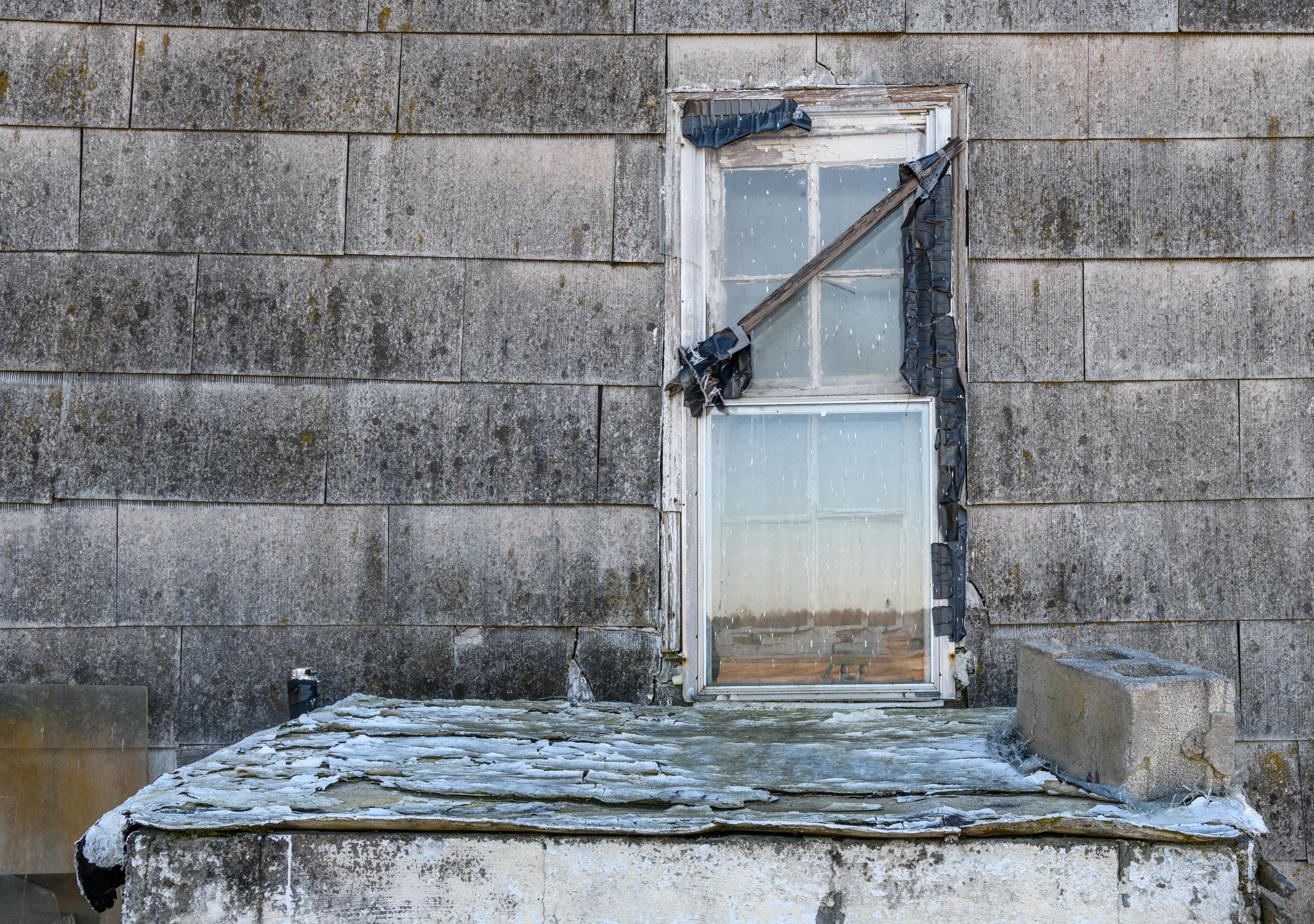
Fenêtre. Décembre 2017.
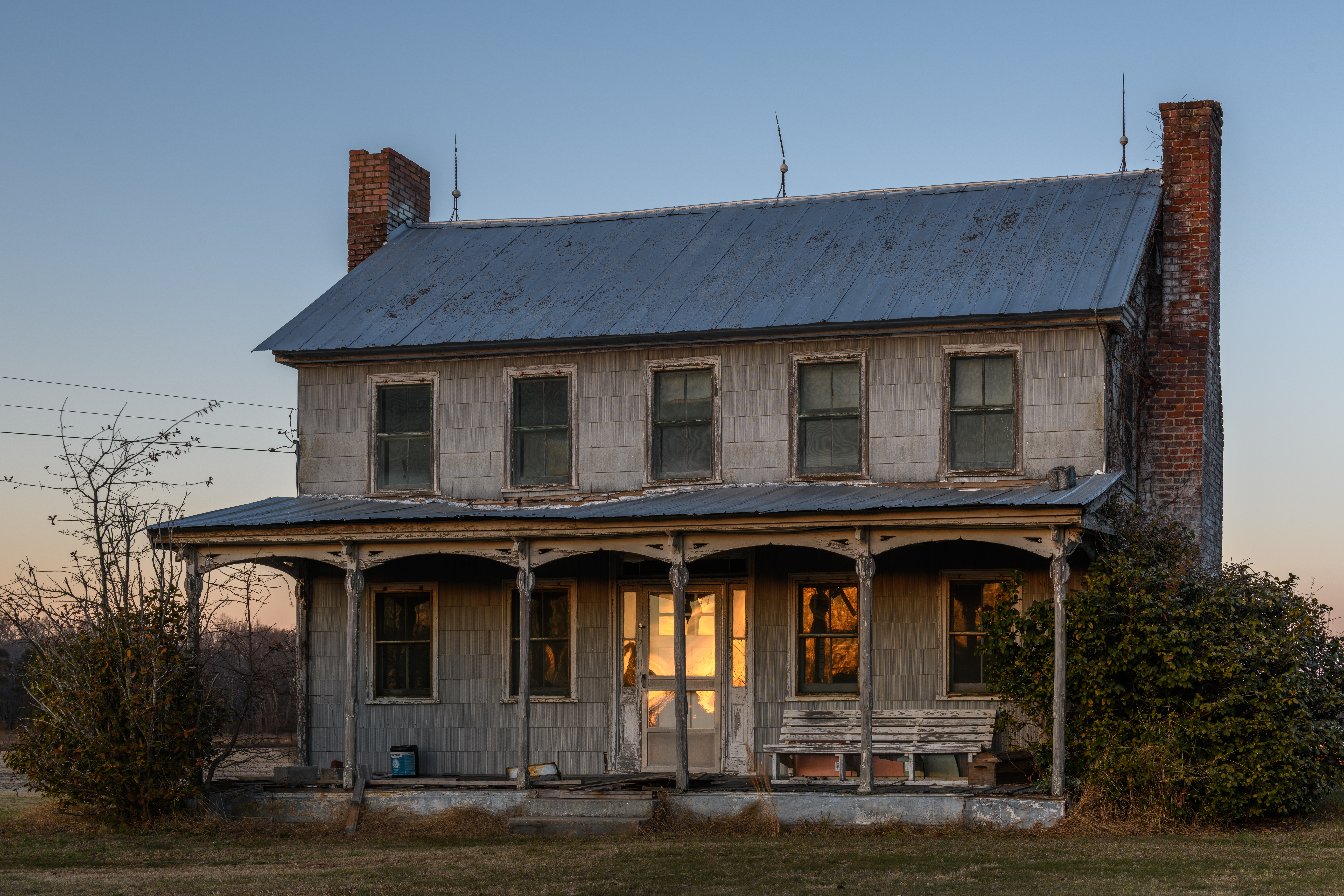
Vue d'ensemble. Décembre 2017.
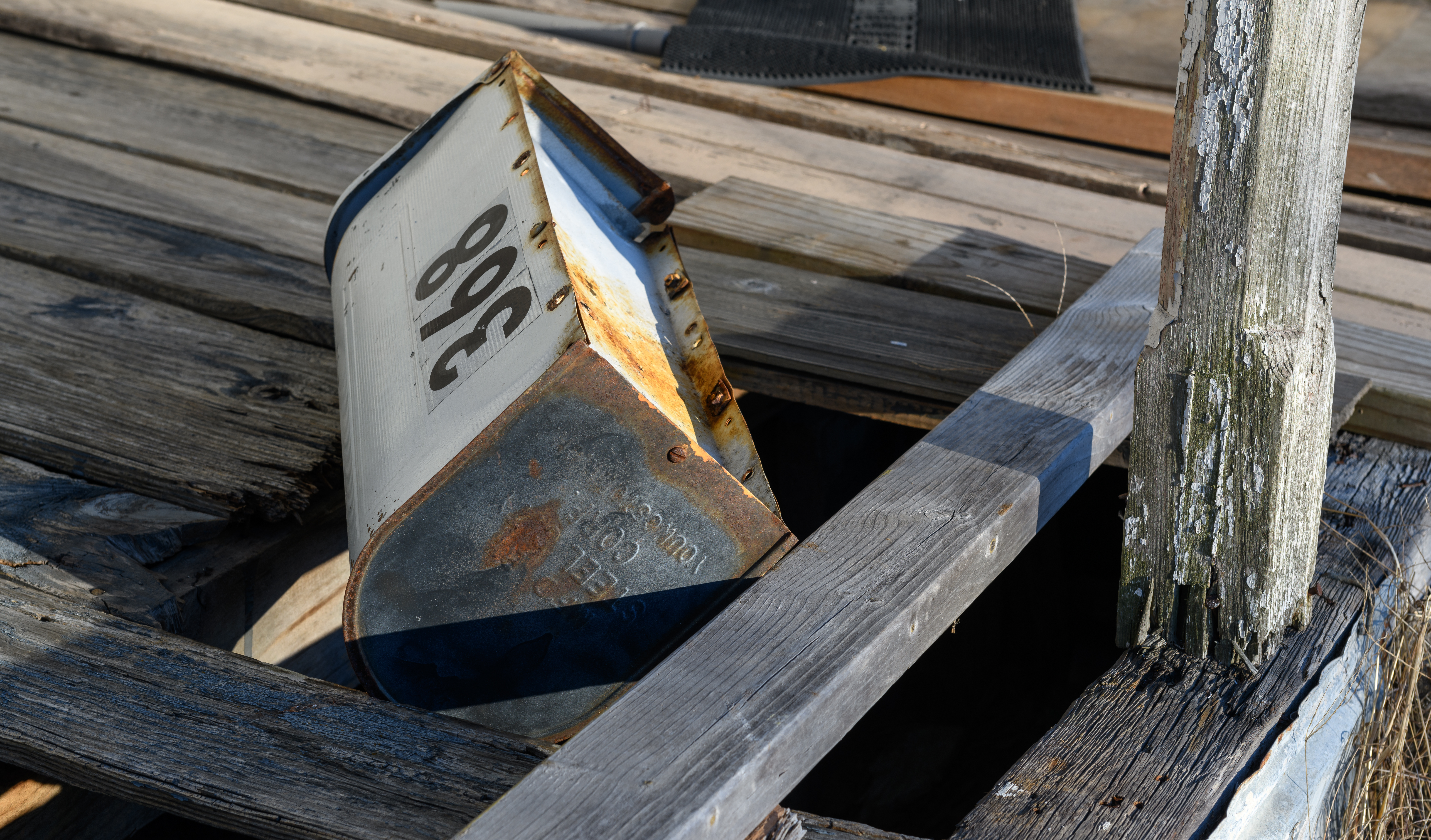
La boîte aux lettres. Décembre 2017.

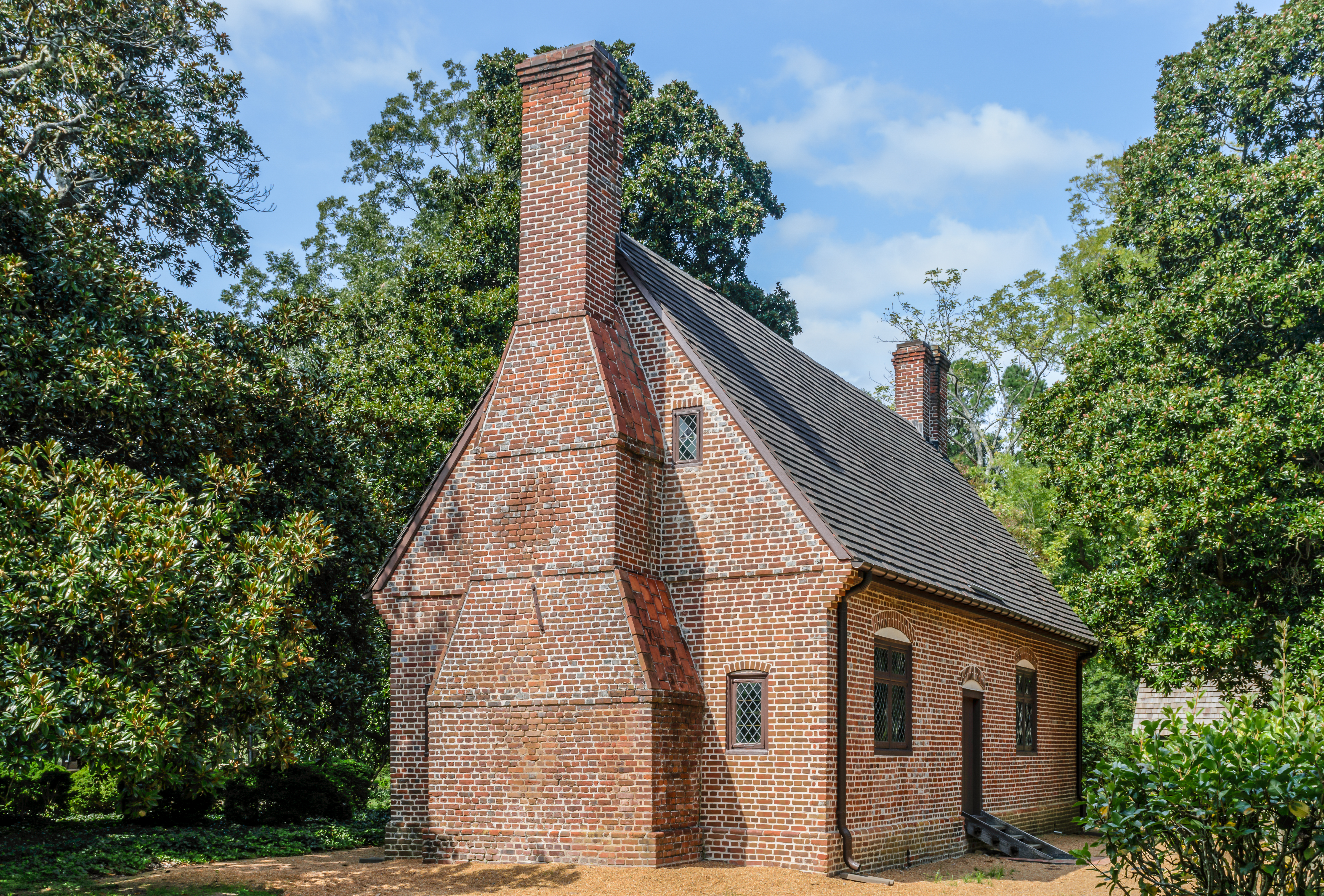
La maison d'Adam Thoroughgood, à Virginia Beach, l'une des plus anciennes des États-Unis. Construite probablement vers 1719.
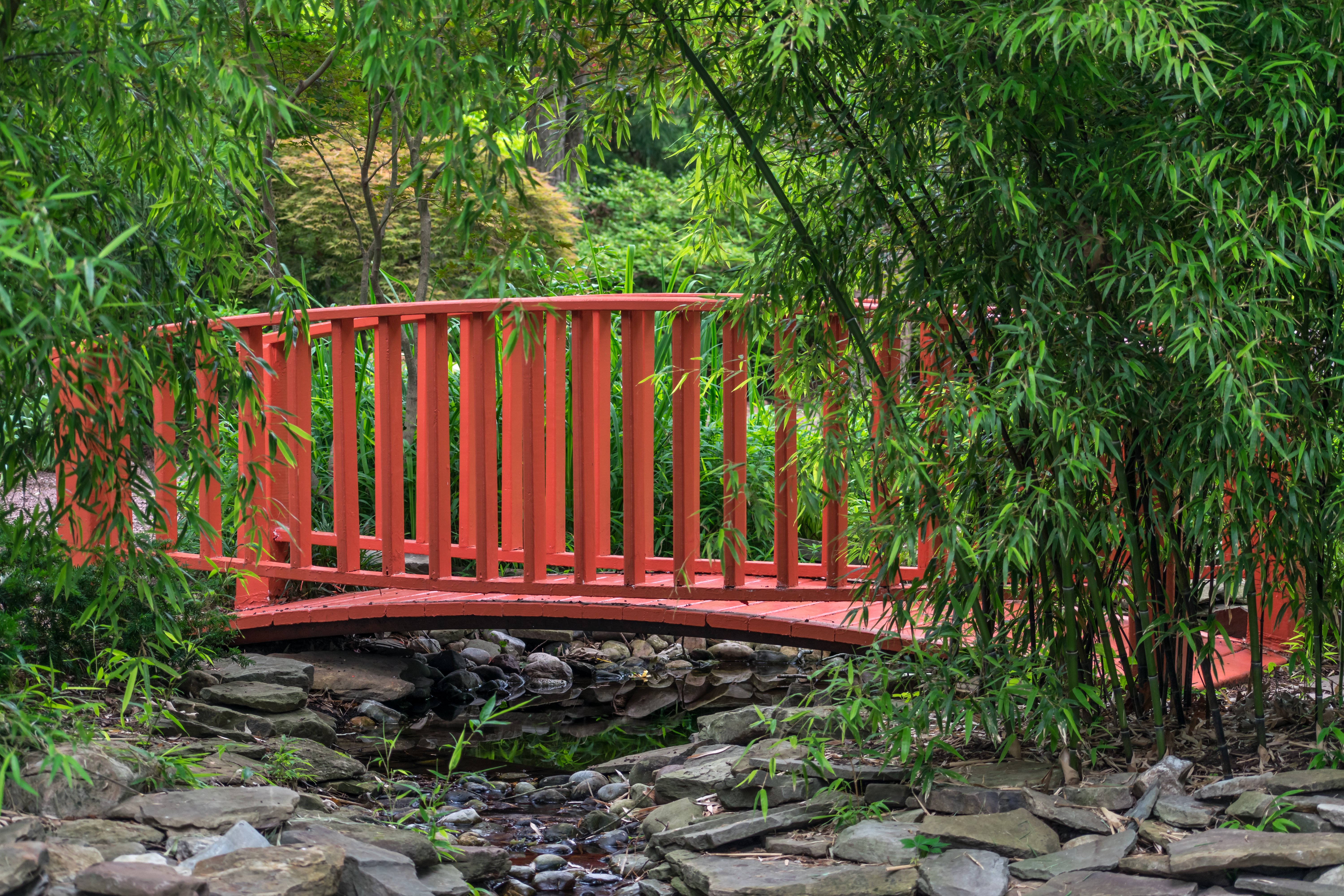
Un pont de style japonais dans le Red Wing Park, un des jardins de la ville.
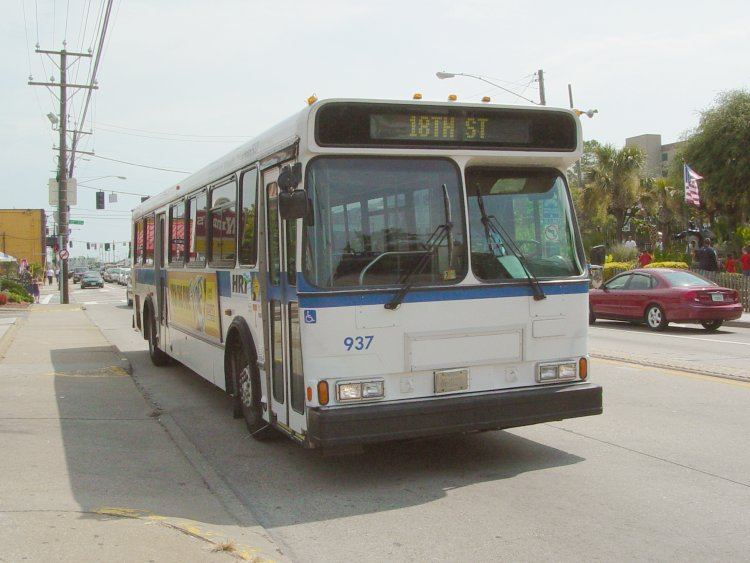
Bus Hampton Roads Transit à Virginia Beach.
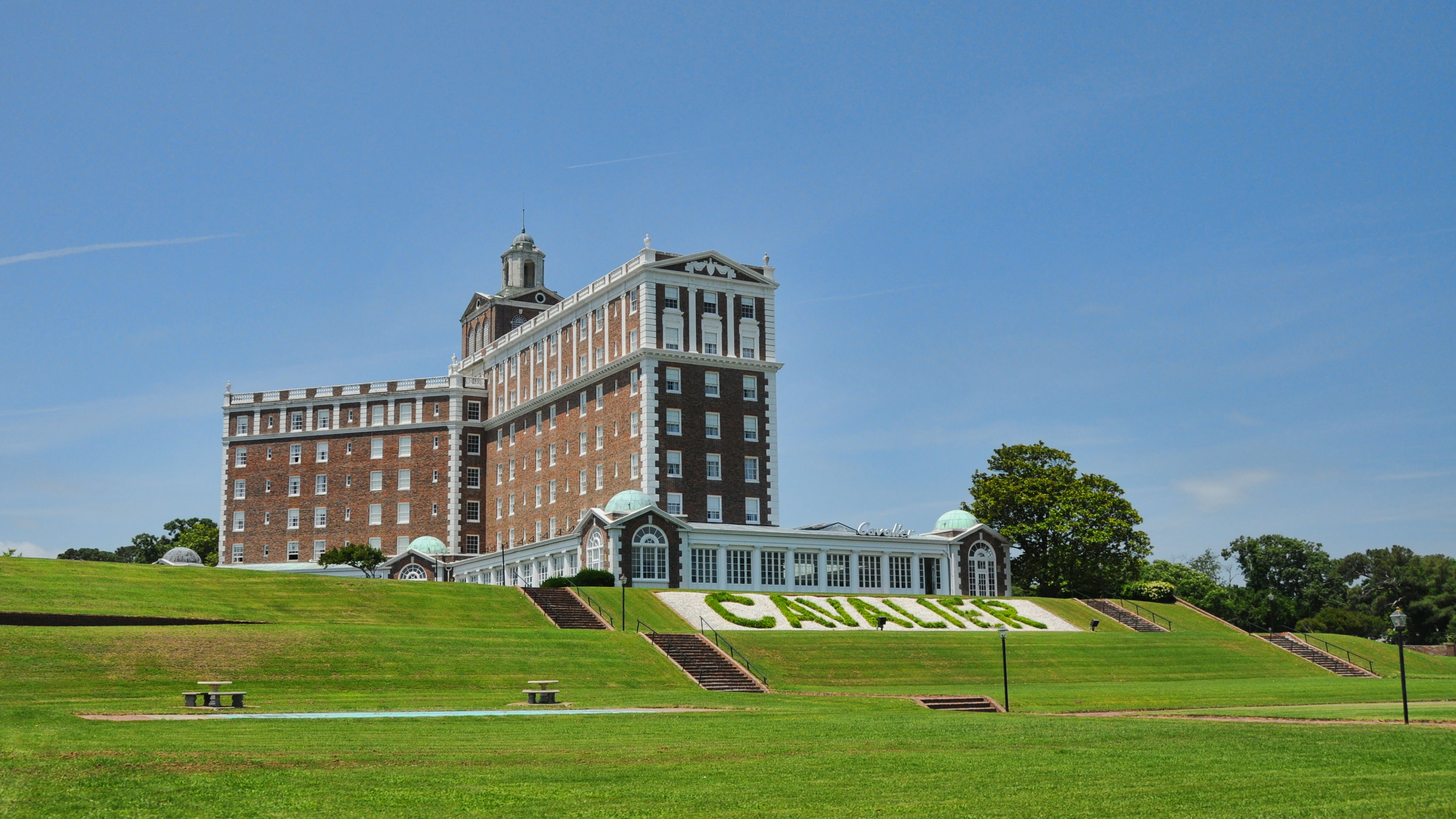
L'hôtel The Cavalier.

## Démographie
| Groupe            | Virginia Beach | Virginie | États-Unis |
| ----------------- | -------------- | -------- | ---------- |
| Blancs            | 67,7           | 68,6     | 72,4       |
| Afro-Américains   | 19,6           | 19,4     | 12,6       |
| Asiatiques        | 6,1            | 5,5      | 4,8        |
| Métis             | 4,0            | 2,9      | 2,9        |
| Autres            | 2,0            | 3,2      | 6,2        |
| Amérindiens       | 0,4            | 0,4      | 0,9        |
| Océaniens         | 0,2            | 0,1      | 0,2        |
| Total             | 100            | 100      | 100        |
|                   |                |          |            |
| Latino-Américains | 6,6            | 7,9      | 16,7       |

Selon l'American Community Survey, pour la période 2011-2015, 8,3 % de la population vit sous le seuil de pauvreté (15,5 % au niveau national). Ce taux masque des inégalités importantes, puisqu'il est de 14,7 % pour les Afro-Américains, 14,2 % pour les Latinos et de 5,8 % pour les Blancs non hispaniques.
Selon l'American Community Survey, pour la période 2011-2015, 88,08 % de la population âgée de plus de 5 ans déclare parler l'anglais à la maison, 4,36 % déclare parler l'espagnol, 2,85 % le tagalog, 0,57 % une langue chinoise et 3,67 % une autre langue.

## Transports
Virginia Beach est principalement desservie par la Norfolk International Airport, qui est également le principal aéroport de la région. Il est localisé près de Chesapeake Bay, Norfolk. Sept services aériens 24h/24 desservent 25 destinations. ORF recensait 3 703 664 passagers à son bord, notamment. Newport News/Williamsburg International Airport dessert également jusqu'à Hampton Roads. Le Chesapeake Regional Airport met à disposition de ses usagers des services d'aviation et est localisé à 8 km hors de la ville.

## Système de santé
Virginia Beach possède deux hôpitaux : Sentara Virginia Beach General Hospital, et Sentara Princess Anne Medical Campus.

## Services médiatiques
Le quotidien de Virginia Beach se nomme The Virginian-Pilot. Les autres presses incluent Veer et le New Journal and Guide. Inside Business se concentre sur les affaires. Le Virginia Wesleyan College publie son propre journal, The Marlin Chronicle. Hampton Roads Magazine est le magazine bimensuel de Virginia Beach et de la région Hampton Roads. Hampton Roads Times (HamptonRoadsTimes.com) est le magazine pour les internautes des villes et comtés de Hampton Roads. Virginia Beach possède également plusieurs stations de radio sur les ondes AM et FM, dont les tours sont localisées dans la région de Hampton Roads. Virginia Beach possède également son propre nombre de chaînes télévisées indépendantes.

## Faits divers

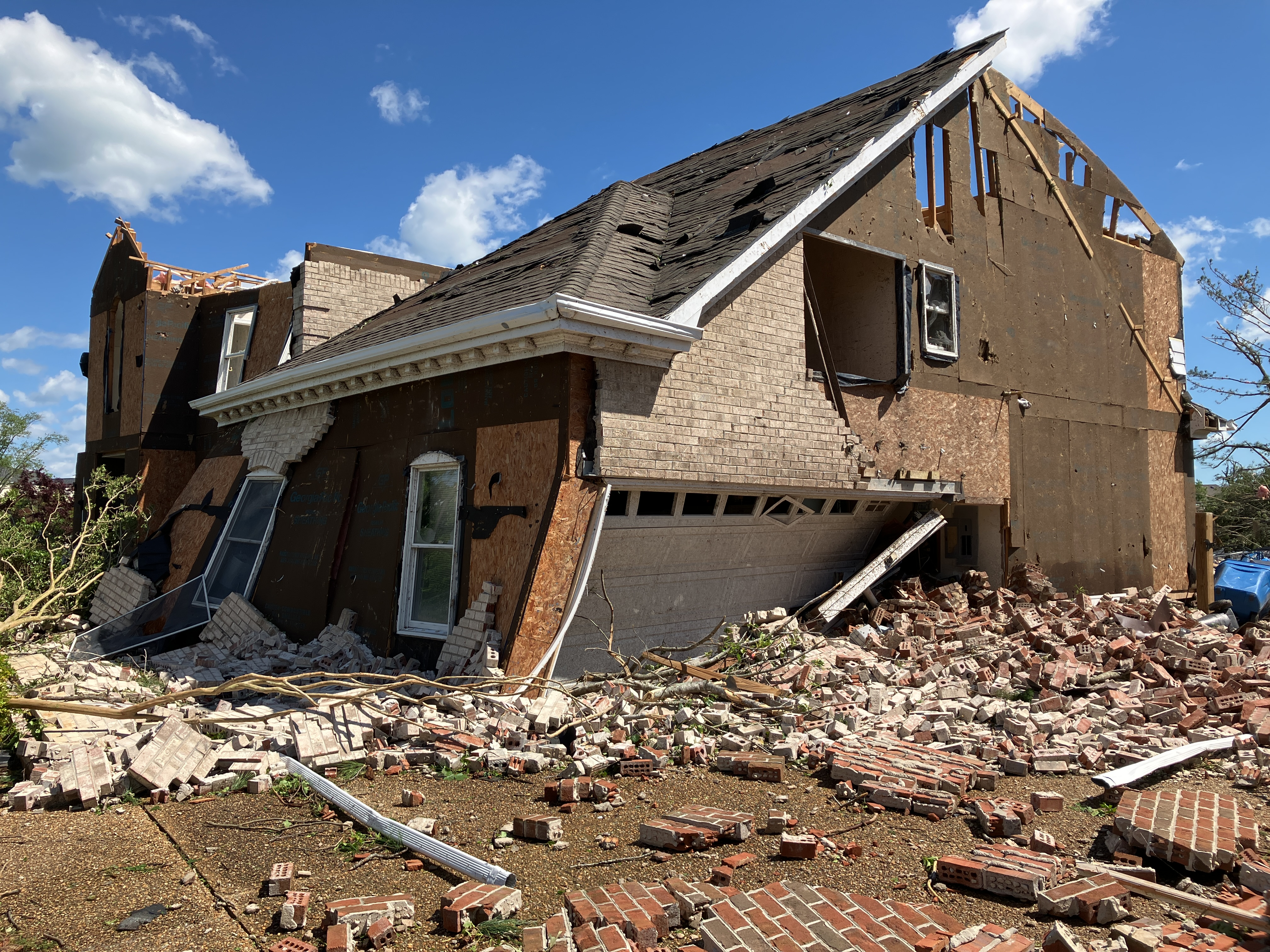
Maison détruite par une tornade niveau EF3 dans l'échelle de Fujita améliorée à Virginia Beach. Mai 2023.

Le 31 mai 2019, une fusillade fait 12 morts et plusieurs blessés.

## Jumelages
Virginia Beach est jumelée avec six villes, :
- Bangor (Royaume-Uni)
- Miyazaki (Japon)
- Moss (Norvège)
- Olongapo (Philippines)
- San Juan del Sur (Nicaragua)
- Long Beach (États-Unis)